# الیور توئیست (فیلم ۱۹۱۶)
الیور توئیست (انگلیسی: Oliver Twist) یک فیلم صامت درام به کارگردانی جیمز یانگ است که در سال ۱۹۱۶ منتشر شد.
این فیلم اقتباسی از رمان الیور توئیست اثرِ چارلز دیکنز است که بر اساس اجرایِ نمایشنامه‌ایِ آن در «تئاتر برادوی» در سال ۱۹۱۲ ساخته شده است. در آن نمایشنامه، ماری دورو نقش «الویر» را بازی کرده بود و چنان در اجرایش موفق بود که بابت آن شهرت یافته بود. در واقع هدفِ تهیه‌کننده «جس ال. لسکی» از ساخت این فیلم، به تصویر کشیدن ماری دورو و اجرایش بود؛ نه خودِ رمانِ دیکنز. در حال حاضر، هیچ نسخه‌ای از این فیلم باقی نمانده است. ۵ سال پس از ساخت این فیلم، نسخهٔ صامت دیگری از آن در سال ۱۹۲۲ ساخته شد.

## بازیگران
- ماری دورو در نقش «الیور توئیست»
- تالی مارشال در نقش «فاگین»
- ریموند هاتون
- هوبرت باسورث
- دبلیو. اس. ون دایک
- ادیث چپمن
- جیمز نیل
- السی جین ویلسون
- کارل استاک‌دیل
- هری ل. رَتنبری